# Morgan Fairchild
Morgan Fairchild (Dallas, Texas; 3 de febrero de 1950) es una actriz estadounidense. Se hizo popular en los años 1970 y 1980 por sus papeles en series de televisión.

## Biografía
Hija de la profesora de instituto Martha Jane Hartt McClenny, Fairchild tiene una hermana que también es actriz llamada Cathryn Hartt. Desde niña su madre la apuntó en clases de interpretación y a los 10 años comenzó a actuar en funciones de teatro infantiles, prolongando su trayectoria posterior con diversas obras en cafés-teatros. Como dato curioso, vale decir que su primera experiencia cinematográfica la llevó a cabo como doble de Faye Dunaway en algunas escenas de Bonnie y Clyde (1967) de Arthur Penn.

### Inicios en la década de 1970
En 1968 se graduó en el instituto Lake Highland de Dallas y tras aparecer como extra en la película A Bullet for Pretty Boy (1970), decidió probar suerte como actriz. 
En 1971 estuvo a punto de ser seleccionada por Peter Bogdanovich para el papel de Jacy Farrow en The Last Picture Show, aunque finalmente la elegida fue Cybill Shepherd. En 1973 obtuvo el papel de Jennifer Pace en el serial televisivo Search for Tomorrow, serie en la que permaneció hasta 1977. A finales de los 70 su bella presencia se hizo palpable con sus colaboraciones en series televisivas como Kojak, Happy Days, La mujer policía (protagonizada por Angie Dickinson), Spider-Man, Barnaby Jones y la legendaria Dallas. Compaginó estos trabajos con sus primeros papeles en telefilms como Escapade (1978), Murder in Music City (1979) y Los recuerdos de Eva Ryker (1980).
Entre 1980 y 1982 dio vida a Constance Weldon Semple Carlyle, la esposa de Fielding Carlyle (papel interpretado por Mark Harmon) en el serial televisivo Flamingo Road, donde también participaba el veterano Kevin McCarthy. La serie se emitió durante dos temporadas y por su interpretación fue nominada al Globo de Oro en 1982 en la categoría de Mejor actriz en serie dramática. 
En 1984 participó en la serie Muñecas de papel. Entre 1985 y 1986 hizo doblete interpretativo: primero fue Burdetta Halloran en las dos entregas de la superproducción Norte y Sur  (junto a Patrick Swayze, Elizabeth Taylor y numerosas estrellas) y luego interpretó a Jordan Roberts en la quinta temporada de Falcon Crest.

### Años 1980 y 1990: estrella de series
Durante los años 1980 y 1990 fue una actriz invitada indispensable en infinidad de series como The Love Boat, Magnum, Hotel, Luz de luna, Murphy Brown (trabajo por el que fue nominada al Emmy como Mejor actriz invitada de comedia), Roseanne, Nido vacío, Lois y Clark, Diagnóstico asesinato, Cybill, Touched by an Angel o La nueva familia Addams. De todos estos trabajos el más recordado fue como Nora Bing, la madre de Chandler (Matthew Perry) en Friends, un papel que interpretó en 5 episodios.

### Telefilmes y películas
Su ajetreada agenda laboral se completó con telefilmes como Cómo matar a un millonario (1990), Writer's Block (1991), Sherlock Holmes and the Leading Lady (1992), Based on an Untrue Story (1993), Dead Man's Island (1996) o Teenage Confidential (1996). En 1993 fue secundaria en la comedia La disparatada parada de los monstruos (1993). Además hizo cameos interpretándose a sí misma en las comedias The Naked Gun 33⅓: The Final Insult (1994) y El gurú (1998). En 1996 se incorporó durante una temporada a la serie Hospital general.
Fairchild compaginó esas actuaciones con subproductos de consumo videográfico como Seducción sin límite (1994), Shattered Illusions (1998), Unshackled (2000), Jungle Juice (2001), Teddy Bears' Picnic (2002) o Knuckle Sandwich (2004).

Morgan Fairchild en 2007 a los 57 años

Entre sus trabajos televisivos más recientes figuran sus colaboraciones especiales en Bones, Dame un respiro, 7 en el paraíso, That 70´s show y Two and a half men. En 2006 rueda la película Shock to the System (2006), el telefilm Initiation of Sarah (2006) y la telenovela Fashion House, donde también participaba Bo Derek. En 2008 estrena la película The Steamroom. Participando en 2011 en "E-cupid" interpretando uno de sus mejores papeles conocidos, Venus.
En lo personal, estuvo casada con el productor Jack Calmes entre 1969 y 1973. 
Como datos curiosos podemos señalar que ha participado en spots publicitarios, ha colaborado en el programa She's a Lady (2004) y también es la autora del libro sobre maquillaje Super Looks. En fechas recientes ha participado en obras teatrales como Crímenes del corazón (2000), e incluso fue la señora Robinson en un montaje de El graduado.

## Aficiones
En su tiempo libre colabora en actividades benéficas en la lucha contra el SIDA. Es aficionada a coleccionar material sobre Marilyn Monroe y tiene como hobbies la antropología y la paleontología.